# Eddie Offord
Eddie Offord (1943. február 20. –) zenei producer és mérnök, aki londoni ADVISION Studiojában az 1970-es évek leghíresebb albumain dolgozott. Különösen a híres progresszív rock-együttesekkel, az Emerson, Lake & Palmerrel és a Yes-szel való együttműködése miatt híres. Az ELP az ő tiszteletére írta "Are You Ready, Eddie?" című számát, ami az 1971-es Tarkus című albumon hallható. Chris Squire, a Yes tagja a Fragile-en való munkájáról így nyilatkozott: "Eddie Offord zenei és mérnöki munkája adja a Fragile hangzásának mélységét és kifinomultságát, ezáltal téve azt valóban törékennyé." (A "fragile" angolul "törékenyet" jelent.)
1999-ben Offord visszavonult a zenei üzlet világától. Egy NME-interjúban elmondta, hogy a zene többé nem játszik fontos szerepet életében, de nagy élmény volt számára olyan előadókkal dolgozni, mint David Sancious, az ELP és a Yes. Jelenleg Dél-Kalifroniában él.

## Néhány jelentősebb általa producelt album

### Emerson, Lake and Palmer
- Emerson, Lake & Palmer (1970)
- Tarkus (1971)
- Pictures at an Exhibition (1971, élő, keverve Eddie Offord segítségével)
- Trilogy (1972)
- Brain Salad Surgery (1973)
- Welcome Back My Friends to the Show That Never Ends (1974, élő, keverve Eddie Offord segítségével)

### Yes
- The Yes Album (1971)
- Fragile (1971)
- Close to the Edge (1972)
- Tales from Topographic Oceans (1973)
- Relayer (1974)
- Yessongs (1973)
- Drama (1980)

### 311
- Music (1993)
- Grassroots (1994)

### National Head Band
- Albert 1 (1971)